# Star Trek: Enterprise
Star Trek Enterprise (wcześniej: Enterprise) – serial telewizyjny z gatunku science-fiction, umiejscowiony w fikcyjnym uniwersum Star Trek. Jego premiera miała miejsce 28 września 2001 roku w USA. Fabuła skupia się na przygodach załogi przedfederacyjnego USS Enterprise NX-01, pierwszego zbudowanego przez ludzi okrętu osiągającego prędkość warp 5.
Star Trek: Enterprise to prequel wszystkich innych seriali i filmów Star Trek. (Akcja odcinka pilotowego, „Broken Bow”, toczy się w roku 2151, dziesięć lat przed utworzeniem Zjednoczonej Federacji Planet oraz pomiędzy wydarzeniami filmu Pierwszy Kontakt i oryginalnego serialu Star Trek.)
Produkcja Star Trek: Enterprise została anulowana przez UPN 2 lutego 2005 roku po nakręceniu 98 odcinków ułożonych w cztery sezony. W ten sposób Star Trek: Enterprise, podobnie jak The Original Series, został anulowany z powodu niskich wyników, nie przez zamknięcie fabuły przez producentów. Pomimo tego ogłoszenia produkcja serialu trwała do zakończenia sezonu – jego dwa ostatnie odcinki zostały wyemitowane przez UPN 13 maja 2005 roku. Przez anulowanie serialu sezon 2005/2006 stał się pierwszym od osiemnastu lat, gdy żaden nowy odcinek Star Treka nie pojawił się w telewizji.
W Polsce Star Trek: Enterprise jest emitowany przez telewizję AXN. Pierwsze trzy sezony zostały nagrane w formacie SDTV (480i), natomiast czwarty już tylko w HDTV (720p).

## Bohaterowie
| Bohater                     | Aktor              | Funkcja                                   | Postać   | Postać   | Postać    | Postać   |
| Bohater                     | Aktor              | Funkcja                                   | Sezon I  | Sezon II | Sezon III | Sezon IV |
| --------------------------- | ------------------ | ----------------------------------------- | -------- | -------- | --------- | -------- |
| kapitan Jonathan Archer     | Scott Bakula       | kapitan Enterprise NX-01                  | Główna   | Główna   | Główna    | Główna   |
| komandor/subkomandor T’Pol  | Jolene Blalock     | pierwszy oficer                           | Główna   | Główna   | Główna    | Główna   |
| komandor Charles Tucker     | Connor Trinneer    | główny inżynier                           | Główna   | Główna   | Główna    | Główna   |
| porucznik Malcolm Reed      | Dominic Keating    | oficer uzbrojenia, szef ochrony           | Główna   | Główna   | Główna    | Główna   |
| Hoshi Sato                  | Linda Park         | oficer komunikacji, tłumacz               | Główna   | Główna   | Główna    | Główna   |
| Travis Mayweather           | Anthony Montgomery | oficer nawigacji, sternik                 | Główna   | Główna   | Główna    | Główna   |
| doktor Phlox                | John Billingsley   | oficer medyczny                           | Główna   | Główna   | Główna    | Główna   |
| ambasador Soval             | Gary Graham        | ambasador Wolkana na Ziemi                | Gościnna | Gościnna | Gościnna  | Gościnna |
| wiceadmirał Maxwell Forrest | Vaughn Armstrong   | członek dowództwa Floty                   | Gościnna | Gościnna | Gościnna  | Gościnna |
| komandor Thy’lek Shran      | Jeffrey Combs      | członek Andoriańskiej Gwardii Imperialnej | Gościnna | Gościnna | Gościnna  | Gościnna |
| załogant Daniels            | Matt Winston       | agent temporalny                          | Gościnna | Gościnna | Gościnna  | Gościnna |
| chorąży Elizabeth Cutler    | Kellie Waymire     | egzobiologa, zastępcą lekarza pokładowego | Gościnna |          |           |          |
| major Hayes                 | Steven Culp        | dowódca oddziałów MACO na pokładzie       |          |          | Gościnna  |          |
| Degra                       | Randy Oglesby      | członek Rady Xindi                        |          |          | Gościnna  |          |
| komandor Guruk Dolim        | Scott MacDonald    | członek Rady Xindi                        |          |          | Gościnna  |          |
| Jannar                      | Rick Worthy        | członek Rady Xindi                        |          |          | Gościnna  |          |
| Mallora                     | Scott MacDonald    | członek Rady Xindi                        |          |          | Gościnna  |          |
| kapitan Erika Hernandez     | Ada Maris          | kapitan Columbia NX-02                    |          |          |           | Gościnna |

W pozostałych rolach i epizodach wystąpili m.in.: Brent Spiner, Andreas Katsulas, Leland Orser, Clancy Brown, Guy Siner, Fionnula Flanagan, Keith Carradine, Marina Sirtis, Ethan Phillips, Jonathan Frakes, René Auberjonois, Dean Stockwell, James Cromwell, Roxann Dawson.

## Fabuła
W założeniu scenarzystów technologia, którą dysponowała załoga USS Enterprise miała być prymitywniejsza niż przedstawiona w oryginalnej serii. Niestety pomysł ten okazywał się często zupełną fikcją, a autorzy starając się uatrakcyjnić fabułę wprowadzali co chwila znane wszystkim z poprzednich seriali gadżety. I tak dla większości fanów zupełnie sztucznym było wprowadzenie tzw. pistoletów i działek fazowych (prototypów, znanych z innych trekowych seriali, fazerów), które w działaniu niejednokrotnie im dorównywały. Sam okręt nie został wyposażony w pola siłowe chroniące go przed ostrzałem, a jego jedyną osłoną był spolaryzowany pancerz. Pierwszy USS Enterprise nie dysponował również tzw. wiązką holowniczą i zamiast niej używał harpunów i lin holowniczych. Komunikatory załogi przypominają kształtem telefony komórkowe nawiązując do stosowanych w TOS. Drzwi na okręcie nie zostały wyposażone w fotokomórki, a konsole komputerowe upstrzone są dziesiątkami pokręteł, suwaków i przycisków. Dla kontrastu, większość ras, które napotkał USS Enterprise, stoi na wyższym poziomie rozwoju technicznego.
Trzecia seria serialu jest metaforą walki z terroryzmem, ale pozostaje pełna nawiązań do podróży w czasie i samej wojny czasowej. Wątek temporalnej zimnej wojny został definitywnie zakończony na początku czwartej serii, który zamiast tego pokazuje ciąg wydarzeń, doprowadzających do powstania Zjednoczonej Federacji Planet. Scenarzyści za wszelką cenę starają się załatać wszelkie braki spójności z ustalonym kanonem Star Trek, nagromadzone we wcześniejszych seriach. W czwartej serii można spotkać bezpośrednie nawiązania do oryginalnej serii, jak też serii Następne pokolenie.

### Sezony 1 i 2
Pierwsze dwa sezony USS Enterprise pokazują eksplorację kosmosu przez załogę, która jest w stanie podróżować dalej i szybciej, niż ludzkość do ówczesnego momentu, dzięki budowie silnika pozwalającego osiągnąć prędkość Warp 5. Prezentowane są sytuacje znajome fanom Star Treka, jednak postacie stawiają im czoła nie posiadając doświadczenia i zasad, które zostały zbudowane przez dziejące się później pozostałe serie. USS Enterprise przechodzi przez różne sytuacje, aby pokazać, jak powstały pomysły, które w kanonie Star Treka były oczywiste, jak np. wynalezione przez Reeda pola siłowe, czy też wątpliwości Archera na temat ingerencji w rozwój innych kultur, które dały początek Pierwszej Dyrektywie.
Vulcanie zazwyczaj są niedaleko, aby zaoferować swoją pomoc, jednak wierzą, że ludzie nie są jeszcze rasą na tyle dojrzałą, aby rozpocząć eksplorację galaktyki i inicjować pierwsze kontakty z obcymi rasami. Jest to powodem swoistego konfliktu, mającego wydźwięk w narzekaniu Archera na Wolkan patrzących mu na ręce, które pojawia się we wczesnych odcinkach.
Motywem, do którego fabuła nawiązuje podczas pierwszych trzech sezonów, jest Temporalna Zimna Wojna, w której tajemnicza postać z przyszłości używa zaawansowanej technologii, aby wspomóc rasę zwaną Sulibanami w manipulowaniu linią czasową i zmienianiu wydarzeń historycznych. Prawdziwe motywy tej istoty są nieznane, gdyż jednym razem dostarcza załodze USS Enterprise fałszywe informacje, a innym – ratuje okręt. Agent z przyszłości (przypuszczalnie rasy ludzkiej), znany jako Daniels, odwiedza od czasu do czasu kapitana Archera, aby pomóc mu w walce z Sulibanami i odwracaniu uszkodzeń linii czasowej.
Ziemia nie jest jeszcze istotną planetą w międzygwiezdnej społeczności, co uwidaczniają częste wypowiedzi spotykanych przez załogę obcych, którzy na dźwięk słowa „Ziemia” odpowiadają, że „nigdy o niej nie słyszeli”.

### Sezon 3
Niskie notowania skłoniły producentów serialu do znalezienia nowego kierunku działania. W trzecim sezonie nastąpiła zmiana nazwy serialu na Star Trek: Enterprise oraz wprowadzony został nowy wróg, Xindi, których celem jest anihilacja rasy ludzkiej, gdyż boją się, że pewnego dnia ludzkość zniszczy ich.
Cały trzeci sezon obraca się wokół głównego wątku, który rozpoczyna się końcowym odcinkiem drugiego sezonu „The Expanse”, w którym Xindi wysyłają prototyp broni, która wypala szeroki, głęboki kanion od Florydy po Wenezuelę, zabijając przy tym siedem milionów ludzi. USS Enterprise otrzymuje ulepszenia godne okrętu bojowego, a także oddział MACO – prekursorów ciężko uzbrojonych oddziałów ochrony, widzianych w innych serialach Star Trek. Okręt leci do Obszaru Delfickiego, aby odnaleźć planetę Xindi i zapobiec kolejnym atakom przeciwko Ziemi.
Trzeci sezon, a szczególnie jego końcowe odcinki, zostały przyjęte cieplej przez fanów i krytyków. Odcinki „Twilight” i „Proving Ground” zyskały wysoką popularność, podobnie jak historia opowiedziana przez ostatnie siedem odcinków trzeciego sezonu.
Niektóre z nich zostały napisane przez Manny’ego Coto, pisarza, który dołączył do ekipy serialu w trakcie trzeciego sezonu. Inne scenariusze Coto, jak np. odcinek „Similitude” również cieszą się wyższą renomą niż wcześniejsze, co zapewne było powodem zwiększenia jego roli do producenta wykonawczego i osoby odpowiedzialnej za sam serial w sezonie czwartym.
Wątek Xindi przeniósł się w czwarty sezon, prowadząc do dwuodcinkowego początku sezonu, „Storm Front” i odcinka trzeciego – „Home”.

### Sezon 4
Czwarty sezon składa się z dwu- i trzyodcinkowych opowieści oraz kilku pojedynczych. Głównym celem jest skupienie się na wartości serialu jako prequela znanych już wydarzeń, gdyż wiele odcinków odnosi się do wątków, pomysłów i postaci z innych serii. Zamyka się wątek temporalnej zimnej wojny, prowadzony przez trzy poprzednie sezony. W ekipie pojawia się gorąco oczekiwany Brent Spiner (Data z Następnego pokolenia), jako geniusz zła, doktor Arik Soong w trzech odcinkach („Borderland”, „Cold Station 12” i „The Augments”), które obracają się wokół genetycznie ulepszonych ludzi, znanych jako Potomkowie. Coto stwierdził, że jego główną intencją było pchnięcie fabuły w kierunku stworzenia Zjednoczonej Federacji Planet.
Sezon 4 wyjaśnił też różnice między Vulcanami z Oryginalnych serii i tych przedstawionych w Star Trek: Enterprise. Wątek „vulcańskiej wojny domowej” („The Forge”, „Awakening”, „Kir’Shara”) uznano za jeden z najciekawszych i najmisterniej utkanych opowieści serii. Postacie spotykają T’Pol (znaną z odcinka Oryginalnych serii „Amok Time”), a także ukazani są Romulanie, próbujący zakłócić równowagą między Andorianami i Wolkanami.
Motyw eksploracji, będący przewodnim we dwóch pierwszych sezonach i w innych seriach Star Trek, jest znany jako „wątek układu słonecznego”, czyli taki, w którym okręt USS Enterprise otrzymuje zadanie z Ziemi, zamiast samodzielnie trafić na przygodę podczas eksploracji. Wielu ortodoksyjnych fanów ciepło powitało taką zmianę, jednak nadal trafiali się krytycy, którzy potępiali odejście od idei 'odkrywania nowych, dziwnych światów’ – dewizy wcześniejszych sezonów i serii.
Twórcy serialu skupili się trzech głównych postaciach – Archerze, Tuckerze i T’Pol, kosztem rozwijania innych (Sato, Mayweathera, Reeda i Phloxa). Taka metoda, oparta na podobnym ‘triumwiracie’ z Oryginalnych serii (które skupiały się na Kirku, McCoy’u i Spocku) miał swoje początki już w pierwszym sezonie i budził protesty fanów przyzwyczajonych do poznawania opowieści całej załogi, jak miało to miejsce w przypadku Następnego pokolenia, Stacji kosmicznej i Voyagera, a także w innych serialach science-fiction.
Anulowanie serialu zostało ogłoszone przed napisaniem scenariusza do ostatniego odcinka sezonu i dało możliwość stworzenia finału serii. Odcinki poprzedzające go cieszyły się popularnością wśród fanów, np. dwuodcinkowa opowieść o Klingonach („Affliction”, „Divergence”), tłumacząca ich wygląd z Oryginalnych serii, gdzie do złudzenia przypominali ludzi. Dobre oceny otrzymały też dwa odcinki mające miejsce w alternatywnym świecie, w których też pojawił się okręt z okresu Oryginalnych serii.
Finałowy odcinek „These are the voyages...”, został wyemitowany 13 maja w USA, a także stał się jednym z najbardziej krytykowanych epizodem całego serialu, uznanym za koniec zarówno serii, jak i całego Star Treka. Gościnnie pojawili się Jonathan Frakes i Marina Sirtis, w rolach z Następnego pokolenia, czyli Williama Riker i Deanny Troi. Akcja działa się podczas odcinka Następnego pokolenia pt. „The Pegasus”. Brent Spiner odegrał niewielką rolę tylko głosem, nie pojawiając się na ekranie.

## Elementy przełomowe

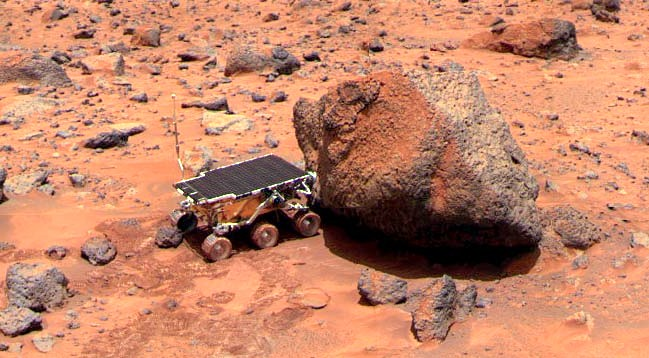
Łazik Sojourner, przy skale Yogi.

Star Trek: Enterprise zawiera kilka elementów przełomowych dla produkcji telewizyjnej Star Trek:
- pierwszy serial Star Trek szerokoekranowy
- pierwszy serial Star Trek emitowany w HDTV
- pierwszy serial Star Trek z cyfrowym dźwiękiem
- pierwszy serial Star Trek od czasu Następnego pokolenia, startujący na początku telewizyjnego sezonu, nie w jego trakcie
- pierwszy serial Star Trek ze śpiewanym utworem tytułowym (utwór dla Oryginalnej Serii początkowo miał słowa, jednak nigdy nie zostały użyte)
- pierwszy serial Star Trek z komentarzami w technologii podcast
- pierwszy serial Star Trek (właściwie pierwszy film/serial w historii), używający materiału nakręconego na innej planecie (łazik Sojourner podjeżdżający do skały Yogi, nakręcony przez lądownik Mars Pathfindera, użyty w czołówce).

## Odcinki
Serial liczył w sumie 4 sezony i miał 98 odcinków po ok. 45 minut każdy.
| Sezon    | Liczba odcinków | Tytuł pierwszego odcinka | Data emisji pierwszego odcinka | Tytuł ostatniego odcinka | Data emisji ostatniego odcinka |
| -------- | --------------- | ------------------------ | ------------------------------ | ------------------------ | ------------------------------ |
| Pierwszy | 26              | Broken Bow 1             | 16 września 2001               | Shochkwave 1             | 22 maja 2002                   |
| Drugi    | 26              | Shockwave 2              | 18 września 2002               | The Expanse              | 21 maja 2003                   |
| Trzeci   | 24              | The Xindi                | 10 września 2003               | Zero Hour                | 25 maja 2004                   |
| Czwarty  | 22              | Storm Front 1            | 8 października 2004            | These Are the Voyages... | 15 maja 2005                   |

## Piosenka tytułowa
Piosenka tytułowa serialu, zaliczana do gatunku pop, została napisana przez Diane Warren i zaśpiewana przez Russella Watsona. Stanowi ona kontrast wobec instrumentalnych utworów używanych we wszystkich innych serialach Star Trek. Jest to również pierwszy utwór, który nie został skomponowany specjalne dla Star Treka, gdyż pojawił się już (w wykonaniu Roda Stewarta) w filmie Patch Adams (1998). Podobnie jak inne aspekty serialu, piosenka podzieliła fanów – wielu się spodobała, inni uznali ją za nieodpowiednią dla serialu Star Trek. Nowa, bardziej rytmiczna aranżacja utworu została wprowadzona w trzecim sezonie, jednak nie miało to wpływu na kontrowersje poza faktem, iż niektórym miłośnikom poprzedniej wersji ta się nie spodobała.
Piosenka znana jest pod kilkoma tytułami, najczęściej „Faith of the Heart” (tytuł z filmu Patch Adams). Jednakże oficjalna ścieżka dźwiękowa Star Trek: Enterprise, podobnie jak wydawane przez Watson wersje, nosi nowy tytuł „Where My Heart Will Take Me.” W czołówce słychać tylko początkowe takty utworu, na płycie ze ścieżką znajduje się dłuższe nagranie Watsona.
Podczas emisji serialu w internecie pojawiało się wiele spekulacji na temat ewentualnej zmiany utworu i czołówki. Autentyczności plotkom dodało pojawienie się na oficjalnej stronie startrek.com projektu nowej czołówki, w której Scott Bakula recytował zmienioną wersję znanej frazy „Kosmos, ostateczna granica...” (ze zdaniem „gdzie żaden człowiek jeszcze nie dotarł” zamiast „nikt jeszcze nie dotarł”), z akompaniamentem „Motywu Archera”, utworu instrumentalnego użytego w końcowych napisach serialu. Chociaż powszechnie twierdzono, że ten projekt zastąpi dotychczasową czołówkę, takiej decyzji nie podjęto. W tym samym czasie alternatywna wersja czołówki, używająca tematu muzycznego z Następnego pokolenia i ukazująca napis „Paramount Television Operations”, obiegła internet przez sieci wymiany plików. Nie została jednak nigdy użyta oficjalnie, a jej oryginalność i to, że została stworzona przez Paramount, jest wątpliwa.
Dwuodcinkowy epizod „In a Mirror, Darkly”, który ma miejsce w alternatywnej rzeczywistości, charakteryzował się własną czołówką i tematem muzycznym zgodnym z realiami przedstawionego świata.
Powstały cztery różne wersje napisów końcowych, jednak nie wszystkie zostały wyemitowane w UPN. Odcinek pilotażowy, „Broken Bow”, kończył się instrumentalnym wykonaniem „Where My Heart Will Take Me”, niesłyszanym już nigdy później. Od drugiego (właściwie trzeciego) odcinka, „Fight or Flight” do końca serialu użyto instrumentalnego „Motywu Archera”. Aranżacja tego utworu w „Fight or Flight” różniła się jednak od reszty serialu, a pojawiła się również w dwuodcinkowym „In the Mirror, Darkly”. Odcinek „Broken Bow” emitowany w innych stacjach w końcowych napisach ma „Motyw Archera”.
2 sierpnia 2005 nagranie „Where My Heart Will Take Me” zostało odtworzone dla załogi promu kosmicznego Discovery jako poranny budzik podczas misji STS-114. Piosenka była specjalną dedykacją od menedżera programu promów, Wayne’a Hale’a.
Nieco mniej znana jest lekko zmodyfikowana wersja piosenki, zaśpiewana jako „Athlete’s Theme” na żywo przez Russella Watsona na ceremonii otwarcia Igrzysk Wspólnoty Narodów w Manchesterze w Wielkiej Brytanii.

## Recepcja
Star Trek: Enterprise balansuje między utrzymywaniem charakteru Star Trek a walką o nowych widzów, między nowymi miejscami i rasami, a nie wykraczaniem poza fakty „historyczne” ustalone we wcześniejszych seriach. Według krytyków, doprowadziło to do wielu niespójności i paradoksalnych sytuacji. Typową „sztuczką” stosowaną przez producentów Star Trek: Enterprise jest wprowadzanie do serialu rasy poznanej w innej serii, z pominięciem jej nazwy (Ferengi, Borg). Miłośnicy Star Trek: Enterprise zwracają uwagę, że nowy serial dał Star Trek bardziej ożywioną akcję niż TOS i lepsze efekty specjalne niż Voyager czy DS9. Przeciwnicy pokazują, że elementy akcji nie wynagradzają braku inteligentnej dyskusji i głębokiego rozwoju postaci znanego z innych seriali.
Paramount i amerykańska telewizja UPN, ze względu na niską oglądalność, zdecydowały się zakończyć serial Star Trek: Enterprise po czterech seriach.